# Luthrodes cleotas
Espèce

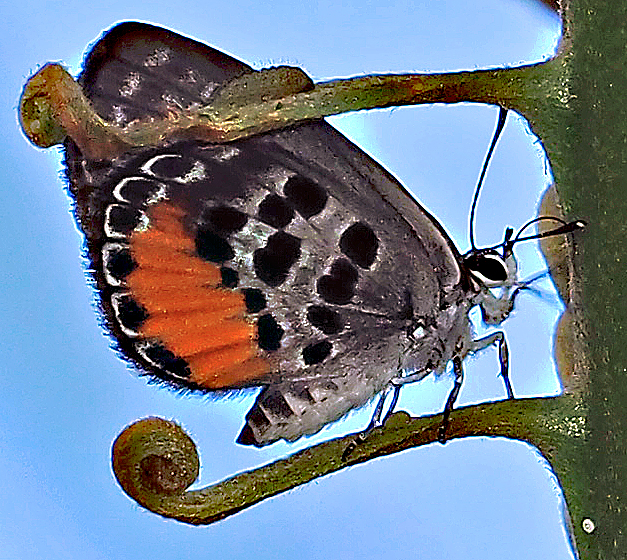
Chilades cleotes excellens, femelle venant de pondre se nourrissant du miellat exsudé par la chenille.

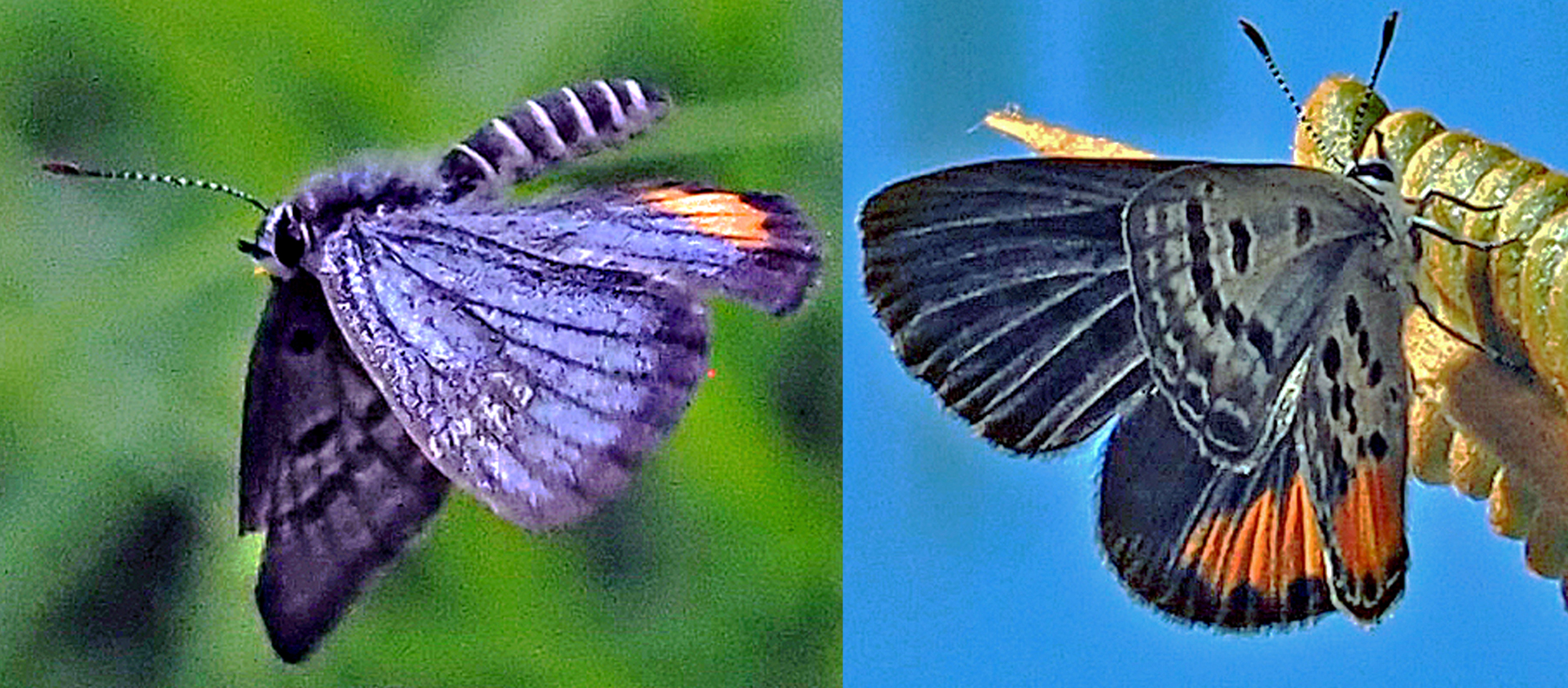
Chilades cleotas excellens, mâle en vol et femelle posée.

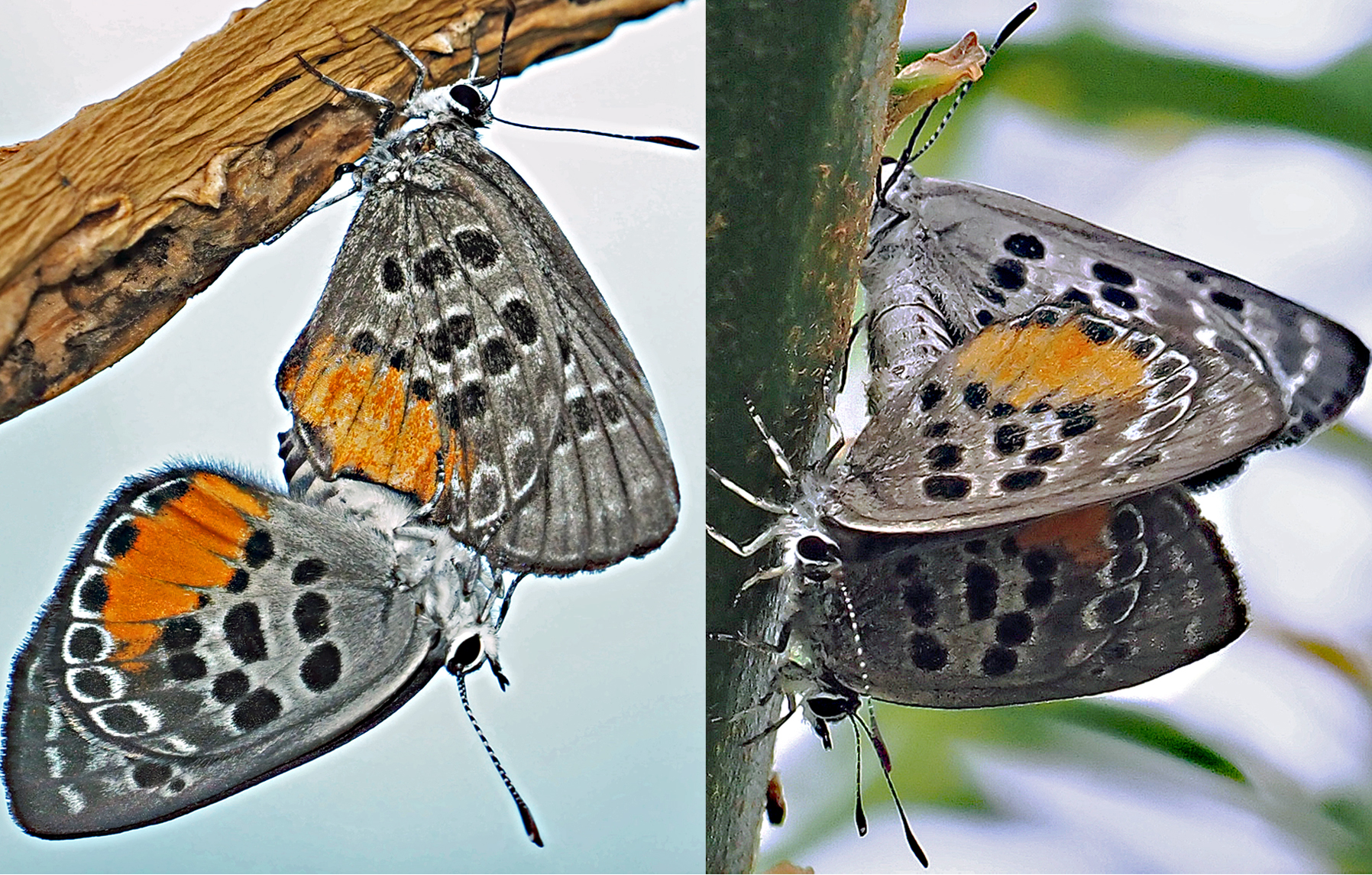
Chilades cleotas excellens, accouplement à gauche (femelle en haut), accouplement avec deux mâles à droite (femelle en haut).

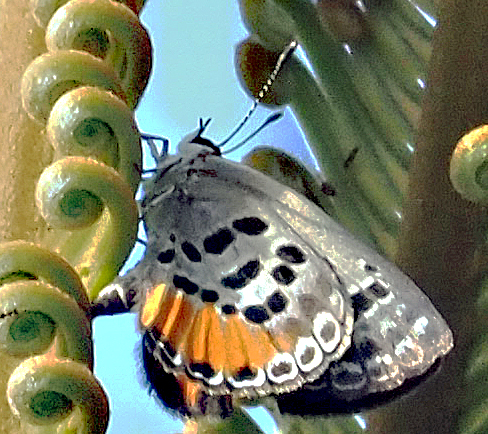
Chilades cleotas excellens, femelle pondant sur jeune fronde de Cycas sp.

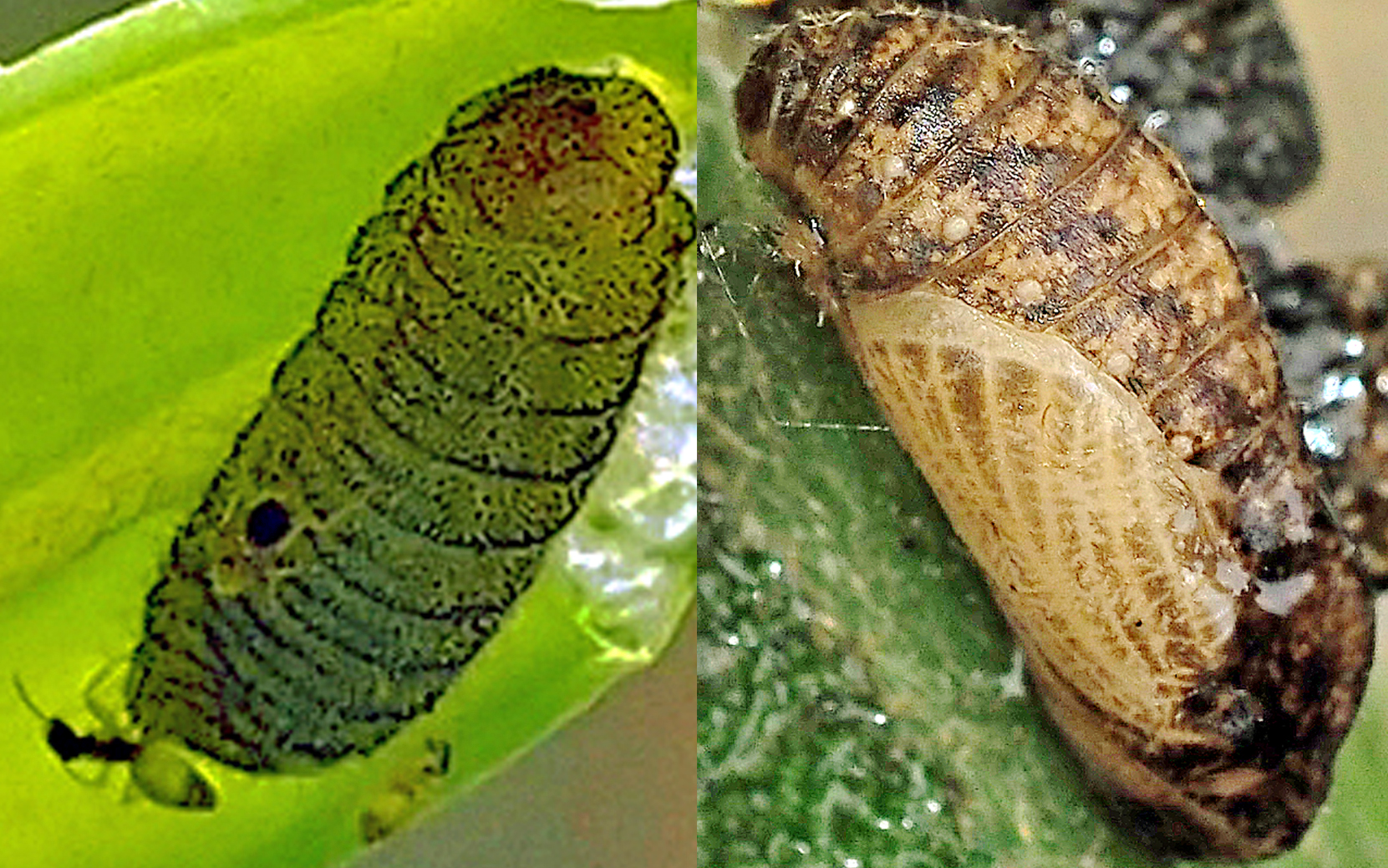
Chilades cleotas excellens, chenille myrmécophile avec la fourmi Tapinoma melanocephalum (Fabricius, 1793) ; et pupe sur Cycas sp.

Chilades cleotas est une espèce de lépidoptères de la famille des Lycaenidae et de la sous-famille des Polyommatinae.

## Systématique
L’espèce Chilades cleotas a été décrite par l'entomologiste français Félix Édouard Guérin-Méneville en 1831, sous le nom initial de Polyommatus cleotas,.
Synonymes :
- Polyommatus cleotas Guérin-Méneville, 1831 — protonyme
- Chilades cleotas (Guérin-Méneville, 1831)

### Sous-espèces
Selon Funet :
- Luthrodes cleotas cleotas (Guérin-Méneville, 1831) — Archipel Bismarck, îles Salomon.
- Luthrodes cleotas arruana (C. & R. Felder, 1865) — Îles Aru.
- Luthrodes cleotas excellens (Butler, 1876) — Vanuatu, Nouvelle Calédonie
- Luthrodes cleotas clitophon (Grose-Smith, 1895) — Timor, Wetar.
- Luthrodes cleotas kaiphas Fruhstorfer, 1915 — Nouvelle-Guinée.
- Luthrodes cleotas gades Fruhstorfer, 1915) — Îles Salomon.

## Description
C'est un petit papillon.
Le revers est zébré de noir et blanc avec une très grosse tache orange.

## Biologie
Les plantes hôtes de ses chenilles sont des Cycadophyta. Mâles et femelles se regroupent sur la plante hôte, accouplements et pontes se succèdent presque toute l'année. Les chenilles sont occasionnellement myrmécophiles (fourmi fantôme Tapinoma melanocephalum (Fabricius, 1793) en Nouvelle Calédonie), les femelles épuisées par la ponte se nourrissent parfois du miellat exsudé par les glandes nectarifères des chenilles.

## Distribution
Il est présent dans certaines îles d'Indonésie et d'Océanie, notamment en Nouvelle-Guinée, au Vanuatu,  en Nouvelle Calédonie et aux îles Salomon.

### Protection
Pas de statut de protection particulier[réf. souhaitée].